# Sphenopus
Sphenopus é um género botânico pertencente à família Poaceae.